# Svatopluk Procházka
Svatopluk Procházka (* 13. července 1958) je notář v Praze a odborník v oblasti obchodního práva. Své články k této problematice, především pak k tématu obchodních společností, publikuje v časopise Ad notam, jehož byl vedoucím redaktorem od jeho založení do roku 2003. V současnosti je členem legislativní komise prezídia Notářské komory České republiky.
V roce 2009 získal jako první notář ocenění Právník roku, a to v oboru obchodní právo.